# Mata Hari
Mata Hari, pseudonimo di Margaretha Geertruida Zelle (Leeuwarden, 7 agosto 1876 – Vincennes, 15 ottobre 1917), è stata una danzatrice e agente segreta olandese, condannata alla pena capitale per la sua attività di spionaggio durante la prima guerra mondiale.

## Biografia

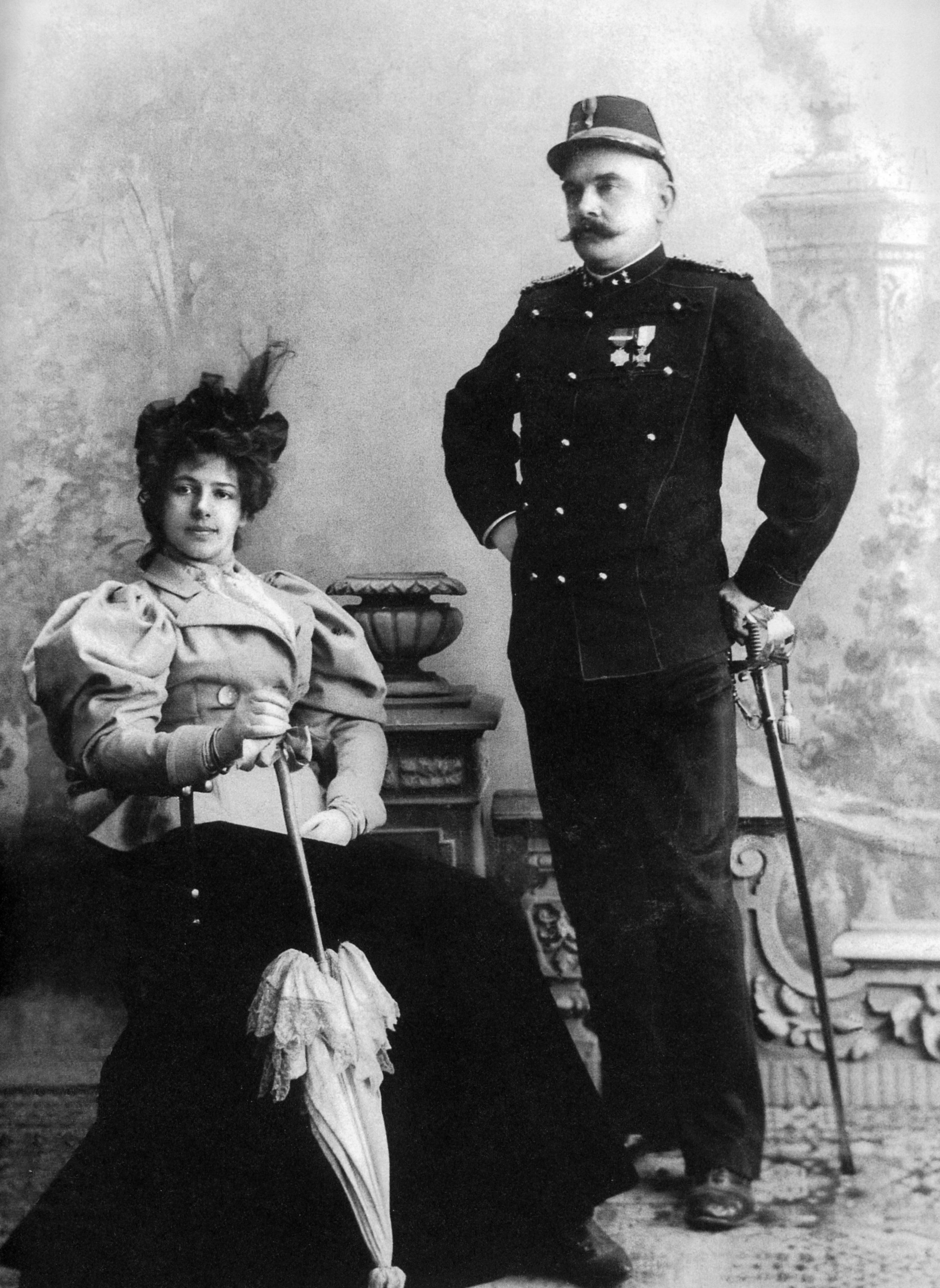
Margaretha e Rudolph Mac Leod nel 1897

Figlia di Adam Zelle (1840-1910) e di Antje van der Meulen (1842-1891), ebbe tre fratelli: Johannes (1878-1936) e i gemelli Arie Anne (1881-1955) e Cornelius (1881-1956). Il padre aveva un negozio di cappelli ed era proprietario di un mulino e di una fattoria. La sua famiglia poteva permettersi di vivere molto agiatamente in un antico e bel palazzo sulla Grote Kerkstraat, nel centro della città. Margaretha, che in gioventù frequentò una scuola prestigiosa, aveva una carnagione scura e i capelli e gli occhi neri, caratteristiche fisiche che la differenziavano notevolmente dai suoi connazionali olandesi.
Nel 1889 gli affari del padre incominciarono ad andar male, tanto da costringerlo a cedere la sua attività commerciale. Il dissesto economico provocò dissapori nella famiglia che portarono, il 4 settembre 1890, alla separazione dei coniugi e al trasferimento del padre ad Amsterdam. La madre morì l'anno dopo e Margaretha venne allevata nella cittadina di Sneek dal padrino, il quale scelse di farla studiare da maestra d'asilo in una scuola di Leida. Sembra che le eccessive attenzioni, se non proprio molestie, del direttore della scuola, avessero spinto il suo padrino a toglierla dalla scuola, mandandola da uno zio che viveva a L'Aia.
Nel 1895 Margaretha rispose all'inserzione matrimoniale di un ufficiale, il capitano Rudolph Mac Leod (1856-1928), che viveva ad Amsterdam, in licenza di convalescenza dalle colonie d'Indonesia poiché soffriva di diabete e di reumatismi. L'11 luglio 1896, ottenuto anche il consenso paterno, Margaretha sposò il capitano Mac Leod; il padre, divenuto nel frattempo viaggiatore di commercio, partecipò alla cerimonia nuziale in municipio, ma non fu invitato al pranzo di nozze. Dopo il viaggio di nozze a Wiesbaden, la coppia si stabilì ad Amsterdam, nella casa di Louise, la sorella di Rudolph.

### In Indonesia

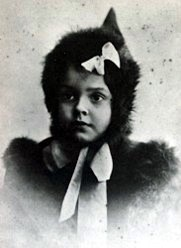
La figlia Jeanne Louise

Il 30 gennaio 1897 Margaretha ebbe un figlio, cui fu dato il nome del nonno paterno, Norman John. In maggio la famiglia s'imbarcò per Giava, dove il capitano riprese servizio nel villaggio di Ambarawa, nel centro dell'isola. L'anno dopo si trasferirono a Teompoeng, vicino a Malang, dove il 2 maggio 1898 nacque Jeanne Louise († 1919), chiamata con il vezzeggiativo Non, dal malese nonah (piccola). La vita familiare non fu serena: vi furono litigi tra i coniugi, sia per la durezza della vita in villaggi che non conoscevano gli agi delle moderne città europee dell'epoca, sia per la gelosia del marito e la sua tendenza ad abusare dell'alcol.
L'anno seguente il marito fu promosso maggiore e comandante della piazza di Medan, sulla costa orientale di Sumatra. Come moglie del comandante, Margaretha aveva il compito di fare gli onori di casa agli altri ufficiali che, con le loro famiglie, frequentavano il loro alloggio e conobbe i notabili del luogo. Uno di questi la fece assistere per la prima volta a una danza locale, all'interno di un tempio, che l'affascinò per la novità esotica delle musiche e delle movenze, che ella provò anche a imitare.
La famiglia venne sconvolta dalla tragedia della morte del piccolo Norman, che il 27 giugno 1899 morì avvelenato. La causa della morte fu una medicina somministrata dalla domestica indigena ai figli della coppia, ma non si hanno prove che costei avesse voluto uccidere i bambini; si sospetta però che ella, moglie di un subalterno del maggiore Mac Leod, fosse stata spinta dal marito a vendicarsi del superiore, che gli aveva inflitto una punizione. Rudolph, Margaretha e la piccola Non, per sottrarsi a un luogo di tristi ricordi, ottennero di trasferirsi a Banjoe Biroe, nell'isola di Giava, dove Margaretha si ammalò di tifo. Il maggiore Mac Leod, raggiunta la maturazione della pensione, il 2 ottobre 1900 diede le dimissioni dall'esercito: dopo poco più di un anno passato ancora a Giava, nel villaggio di Sindanglaja, cedendo forse alle richieste della moglie, riportò, agli inizi del 1902, la famiglia nei Paesi Bassi.

### A Parigi
Sbarcati il 2 marzo 1902, i due coniugi tornarono per breve tempo a vivere nella casa di Louise Mac Leod e poi per loro conto in un appartamento di van Breestraat 188; lasciata dal marito, che portò con sé la figlia, Margaretha chiese la separazione, che le venne accordata il 30 agosto, insieme con l'affidamento della piccola Non e il diritto agli alimenti. Dopo una successiva e breve riconciliazione, Margaretha e il marito si separarono definitivamente; questa volta fu il padre a ottenere la custodia della bambina, mentre Margaretha si stabilì dallo zio a L'Aia.

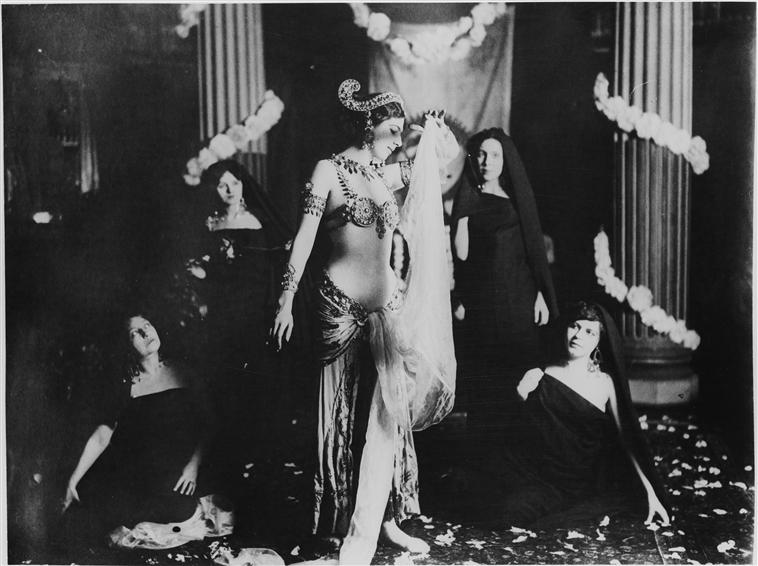
L'esibizione al Museo Guimet di Parigi, 13 marzo 1905

Decisa a tentare l'avventura della grande città, nel marzo del 1903 Margaretha andò a Parigi, dove pure non conosceva nessuno: cercò di mantenersi facendo la modella presso un pittore e cercando scritture nei teatri, ma con risultati alquanto deludenti. Forse giunse anche a prostituirsi per sopravvivere, nella vana attesa del successo. Il fallimento dei suoi tentativi la convinse a riparare nei Paesi Bassi, ma l'anno seguente, il 24 marzo 1904, tornò nuovamente a Parigi e prese alloggio al Grand Hotel, divenendo l'amante del barone Henri de Marguérie. Presentatasi dal signor Molier, proprietario di un'importante scuola di equitazione e di un circo, Margaretha, che in effetti aveva imparato a cavalcare a Giava, si offrì di lavorare e, poiché un'amazzone può essere un'attrazione, fu accettata. Ebbe successo e una sera si esibì durante una festa in casa del Molier in una danza giavanese, o qualcosa che sembrava somigliarle: Molier rimase entusiasta di lei. La sua danza era, a suo dire, quella delle sacerdotesse del dio orientale Shiva, che mimavano un approccio amoroso verso la divinità, fino a spogliarsi, un velo dopo l'altro, del tutto, o quasi.
Trasferitasi in un più modesto alloggio, una pensione presso gli Champs-Élysées, sempre a spese del Marguérie, il suo vero esordio avvenne nel febbraio 1905 in casa della cantante Kiréevsky, che usava invitare i suoi ricchi amici e conoscenti a spettacoli di beneficenza. Il successo fu tale che i giornali arrivarono a parlarne: lady Mac Leod, come ora si faceva chiamare, replicò il successo in altre esibizioni, ancora tenute in case private, dove più facilmente poteva togliersi i veli del suo costume, e la sua fama di «danzatrice venuta dall'Oriente» incominciò a estendersi per tutta Parigi. Notata da monsieur Guimet, industriale e collezionista di oggetti d'arte orientali, ricevette da questi la proposta di esibirsi in place de Jéna, nel museo dove egli custodiva i suoi preziosi reperti, come un animato gioiello orientale. Era però necessario cambiare il suo nome, troppo borghese ed europeo: così Guimet scelse il nome, d'origine malese, di Mata Hari, letteralmente «Occhio dell'Alba» e quindi "Sole". L'esibizione di Mata Hari nel museo Guimet ebbe luogo il 13 marzo.
Mata Hari alternò le esibizioni, tenute nelle case esclusive di aristocratici e finanzieri, agli spettacoli nei locali prestigiosi di Parigi: al Theatre Marigny, al Trocadéro, al Café des Nations. Mata Hari appariva vestita con sottili veli traslucidi dei quali si spogliava uno dopo l'altro durante l'esibizione, finché non le rimanevano solo i gioielli orientali che portava e, talvolta, una maglia dello stesso colore della sua pelle; sebbene il suo numero consistesse nello spogliarsi lentamente, lei non mostrò mai il seno nudo, perché la imbarazzava. Affermò anche che suo marito le aveva strappato i capezzoli in un impeto di gelosia, ma si trattava di una bugia. La verità è che le cupole di bronzo ingioiellate che mascheravano i suoi seni durante i suoi spettacoli dovevano nascondere le loro dimensioni minuscole. Il successo provocò naturalmente una curiosità cui ella non poté sottrarsi e dovette far collimare l'immagine privata con quella pubblica: «Sono nata a Giava e vi ho vissuto per anni» - raccontò ai giornalisti, mescolando poche verità e molte menzogne - «sono entrata, a rischio della vita, nei templi segreti dell'India [ ... ] ho assistito alle esibizioni delle danzatrici sacre davanti ai simulacri più esclusivi di Shiva, Visnù e della dea Kālī [ ... ] persino i sacerdoti fanatici che sorvegliano l'ara d'oro, sacra al più terribile degli dei, mi hanno creduto una bajadera del tempio [ ... ] la vendetta dei sacerdoti buddisti per chi profana i riti [ ... ] è terribile [ ... ] Conosco bene il Gange, Benares, ho sangue indù nelle vene».

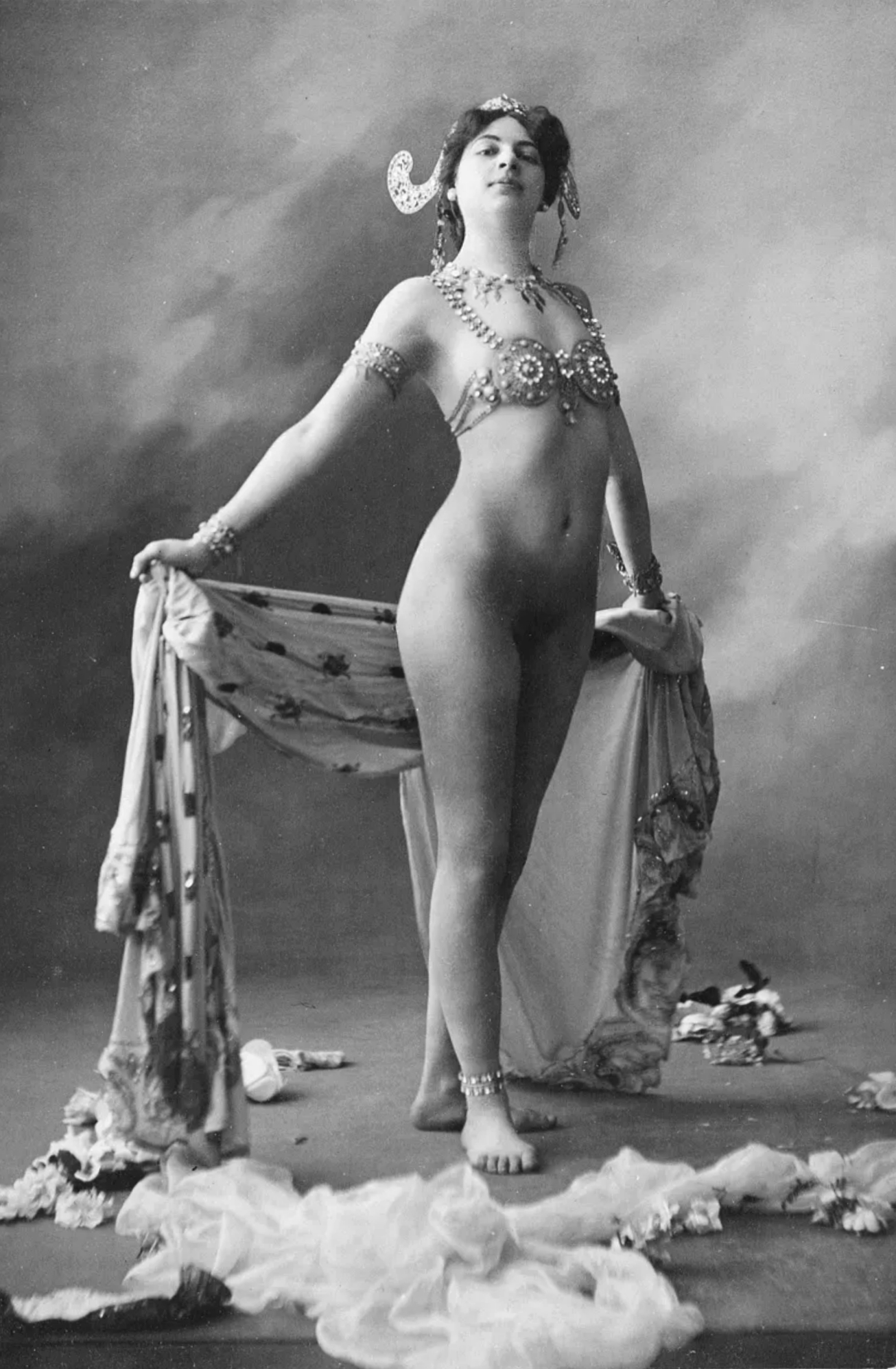
Mata Hari si spogliava lentamente dei veli, lasciando i soli gioielli, ma non mostrava nudo il piccolo seno

### Un successo internazionale

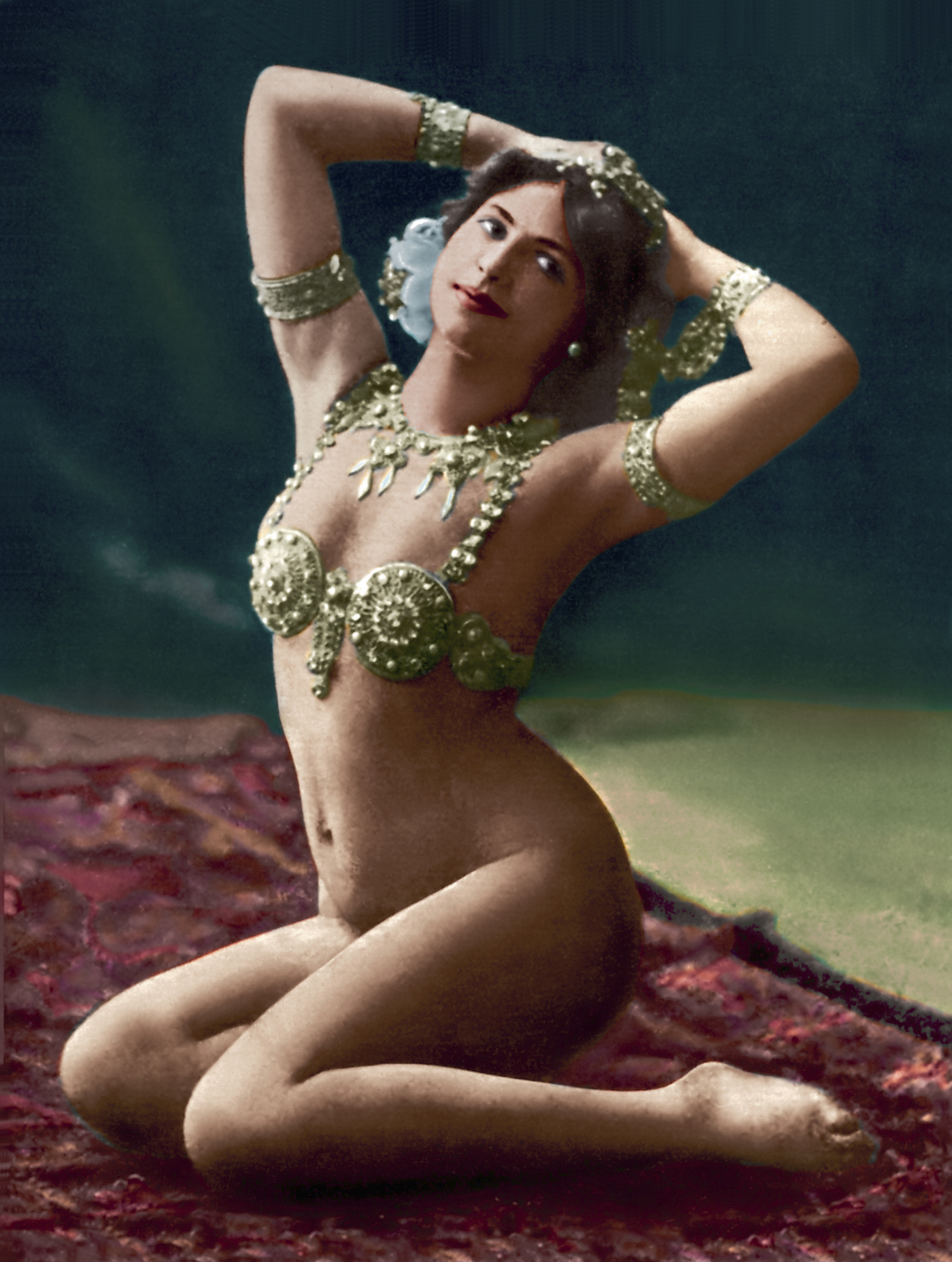
Mata Hari

Consacrata, il 18 agosto 1905, dopo l'esibizione al teatro dell'Olympia, come la «donna che è lei stessa danza», «artista sublime», e come colei che «riesce a dare il senso più profondo e struggente dell'anima indiana», Mata Hari si trovò a essere desiderata tanto dai maggiori teatri europei quanto, come moglie, da ricchi e nobili pretendenti. La sua tournée in Spagna, nel gennaio 1906, fu un trionfo: venendo incontro alla fantasia, ingenua e torbida, costruita su realtà di paesi del tutto sconosciuti, Mata Hari offriva agli spettatori quanto essi si attendevano dalla sua danza: il fascino proibito dell'erotismo e la purezza dell'ascesi, in un assurdo sincretismo in cui la mite saggezza di un Buddha veniva parificata ai riti sanguinari - per quanto inesistenti - di terribili dee indù.
D'altra parte, pare che ella avesse un certo talento, se è vero che la sua esibizione nel balletto musicato da Jules Massenet, Le roi de Lahore, all'Opéra di Monaco ottenne, il 17 febbraio, un grande successo e lei venne salutata come «danzatrice unica e sublime». Il musicista francese e Giacomo Puccini si dichiararono suoi ammiratori.
Il 26 aprile 1906 fu sancito ufficialmente il divorzio di Margaretha Zelle dal McLeod.
Da Monaco si recò a Berlino, dove si legò a un ricco ufficiale, Hans Kiepert, che l'accompagnò a Vienna e poi a Londra e in Egitto. Furono intanto pubblicate due sue biografie, una scritta dal padre, che esaltava la figlia più che altro per esaltare sé stesso, inventandosi parentele con re e principi, e quella, di opposte intenzioni, di George Priem, avvocato del suo ex-marito. Mata Hari, naturalmente, confermò la versione del padre: l'ex-cappellaio era un nobile ufficiale, mentre sua nonna era una principessa giavanese; quanto a lei, aveva viaggiato in tutti i continenti e aveva vissuto a lungo a Nuova Delhi, dove aveva frequentato maharaja e abbattuto tigri, come dimostrava la pelliccia che indossava - in realtà acquistata in un negozio di Alessandria d'Egitto.
Il successo provocò anche imitazioni, ma nessuna delle sue epigoni raggiunse mai la sua fama. Il suo nome fu accostato a quello delle maggiori vedettes del passato, come Lola Montez, e del tempo, come la Bella Otero, Cléo de Mérode e Isadora Duncan. Il 7 gennaio 1910 riscosse a Montecarlo nuove acclamazioni con la sua Danse du feu, che non replicò all'Olympia di Parigi solo perché le sue pretese economiche furono eccessive. Il successo fece crescere enormemente le spese necessarie a sostenere una incessante vita mondana che conobbe solo una breve tregua quando, nell'estate, si trasferì in un castello a Esvres, non lontano da Tours, che il suo nuovo amante, il banchiere Félix Rousseau, affittò e le mise a disposizione e dove rimase circa un anno fino a quando, a causa dei problemi finanziari della banca Rousseau, il suo Félix affittò per lei un appartamento carino, ma meno costoso, a Neuilly, uno dei sobborghi di Parigi.
Alla fine del 1911 raggiunse il vertice del riconoscimento artistico partecipando, al Teatro alla Scala di Milano, prima alla rappresentazione dell'Armida di Gluck, tratta dalla Gerusalemme liberata del Tasso, recitando la parte del Piacere e poi, dal 4 gennaio 1912, dando cinque rappresentazioni del Bacco e Gambrinus, un balletto di Giovanni Pratesi musicato da Romualdo Marenco, dove interpretò il ruolo di Venere. Il direttore dell'orchestra, Tullio Serafin, dichiarò che Mata Hari « [...] è una donna eccezionale, dall'eleganza perfetta e con un senso poetico innato; inoltre, sa ciò che vuole e sa come ottenerlo. Ella così fa della propria danza una sicura opera d'arte».
In realtà, il teatro milanese stava attraversando un periodo di decadenza e i tentativi, fatti in quell'occasione da Mata Hari, di ottenere collaborazione da musicisti come Umberto Giordano e Pietro Mascagni, andarono a vuoto, come inutile fu anche il tentativo di esibirsi con i ballerini russi della compagnia di Djagilev. Mata Hari si consolò allora con le Folies Bergères dove, mettendo per un momento da parte la danza orientale, si trasformò in gitana e, nell'estate del 1913, andò in tournée in Italia, esibendosi a Roma, a Napoli e a Palermo. C'è un motivo, raccontava, per cui ella conosceva così bene i balli spagnoli: giovanissima, aveva sposato un nobile scozzese, con il quale aveva vissuto in un antico castello; dopo il fallimento del suo matrimonio, aveva viaggiato molto e a lungo in Spagna, dove un torero, innamorato di lei, si era fatto uccidere nell'arena, disperato per non essere stato corrisposto.
Nel 1914 si spostò a Berlino per preparare un nuovo spettacolo nel quale intendeva interpretare una danza egiziana: nella sua stanza dell'albergo Cumberland, scrisse lei stessa il libretto del balletto, che intitolò La chimera; nel frattempo prevedeva di esordire in settembre al Teatro Metropole in un altro spettacolo. Ma quello spettacolo non ebbe mai luogo: con l'assassinio del principe ereditario austriaco, finì la Belle Époque ed ebbe inizio la prima guerra mondiale.

### La guerra e lo spionaggio
Mentre l'esercito tedesco invadeva il Belgio per svolgere quell'operazione a tenaglia che, con l'accerchiamento delle forze armate francesi, avrebbe dovuto concludere rapidamente la guerra, Mata Hari era già partita per la Svizzera, da dove contava di rientrare in Francia; tuttavia, mentre i suoi bagagli proseguirono il viaggio verso la terra francese, lei venne trattenuta alla frontiera e rimandata a Berlino. Nell'albergo dove fece ritorno, senza bagaglio e denaro, un industriale olandese, tale Jon Kellermann, le offrì il denaro per il viaggio, consigliandole di andare a Francoforte e di qui, tramite il consolato, passare la frontiera olandese. Così, il 14 agosto 1914, il funzionario del consolato olandese rilasciò a Margaretha Geertuida Zelle, «alta un metro e settantacinque», di capelli, in quell'occasione, biondi, il visto per raggiungere Amsterdam.
Qui divenne l'amante del banchiere van der Schalk e poi, dopo il trasferimento a L'Aia, del barone Eduard Willem van der Capellen, colonnello degli ussari, che la soccorse generosamente nelle sue non poche necessità finanziarie. Il 24 dicembre 1915 Mata Hari tornò a Parigi, per recuperare il suo bagaglio e tentare, nuovamente invano, di ottenere una scrittura da Djagilev. Ebbe appena il tempo di divenire amante del maggiore belga Fernand Beaufort che, alla scadenza del permesso di soggiorno, il 4 gennaio 1916, dovette fare ritorno nei Paesi Bassi.
Furono frequenti le visite nella sua casa de L'Aia del console tedesco Alfred von Kremer, che proprio in questo periodo l'avrebbe assoldata come spia al servizio della Germania, incaricandola di fornire informazioni sull'aeroporto di Contrexéville, presso Vittel, in Francia, dove ella poteva recarsi col pretesto di far visita al suo ennesimo amante, il capitano russo Vadim Masslov, ricoverato nell'ospedale di quella città. Mata Hari, divenuta agente H21, fu istruita in Germania dalla famosa spia Fräulein Doktor, che la immatricolò con il nuovo codice AF44.
La ballerina era già sorvegliata dal controspionaggio inglese e francese quando, il 24 maggio 1916, partì per la Spagna e di qui, il 14 giugno, per Parigi dove, tramite un ex-amante, il tenente di cavalleria Jean Hallaure, che era anche, senza che lei lo sapesse, un agente francese, il 10 agosto si mise in contatto con il capitano Georges Ladoux, capo di una sezione del Deuxième Bureau, il controspionaggio francese, per ottenere il permesso di recarsi a Vittel. Ladoux le concesse il visto e le propose di entrare al servizio della Francia, proposta che Mata Hari accettò, chiedendo l'enorme cifra di un milione di franchi, giustificata dalle conoscenze importanti che ella vantava e che sarebbero potute tornare utili alla causa francese.

### Un pericoloso doppio gioco
A Vittel incontrò il capitano russo, fece vita mondana con i tanti ufficiali francesi che frequentavano la stazione termale e dopo due settimane tornò a Parigi. Qui, oltre a inviare informazioni sulla sua missione agli agenti tedeschi nei Paesi Bassi e in Germania, ricevette anche istruzioni dal capitano Ladoux di tornare nei Paesi Bassi via Spagna. Dopo essersi trattenuta alcuni giorni a Madrid, sempre sorvegliata dai francesi e dagli inglesi, a novembre s'imbarcò da Vigo per L'Aia. Durante la sosta della nave a Falmouth, nel Regno Unito, fu arrestata perché scambiata con una ballerina di flamenco, Clara Benedix, sospetta spia tedesca. Interrogata a Londra e chiarito l'equivoco, dopo accordi presi con Ladoux, Scotland Yard la respinse in Spagna, dove sbarcò l'11 dicembre 1916.
A Madrid continuò il doppio gioco, mantenendosi in contatto sia con l'addetto militare all'ambasciata tedesca, Arnold von Kalle, sia con quello dell'ambasciata francese, il colonnello Joseph Denvignes, al quale riferì di manovre dei sottomarini tedeschi al largo delle coste del Marocco. Il von Kalle comprese che Mata Hari stava facendo il doppio gioco e telegrafò a Berlino che «l'agente H21» chiedeva denaro ed era in attesa di istruzioni: la risposta fu che l'agente H21 doveva rientrare in Francia per continuare le sue missioni e ricevervi 15 000 franchi.
L'ipotesi che i tedeschi avessero deciso di disfarsi di Mata Hari - rivelandola al controspionaggio francese come spia tedesca - poggia sull'utilizzo da loro fatto in quell'occasione di un vecchio codice di trasmissione, già abbandonato perché decifrato dai francesi, nel quale Mata Hari veniva ancora identificata con la sigla H21. In tal modo, i messaggi tedeschi furono facilmente decifrati dalla centrale parigina di ascolto radio della Torre Eiffel. Il 2 gennaio 1917 Mata Hari rientrò a Parigi e la mattina del 13 febbraio venne arrestata nella sua camera dell'albergo Élysée Palace dal capo della polizia Priolet con cinque ispettori e rinchiusa nella prigione di Saint-Lazare.

### Il processo

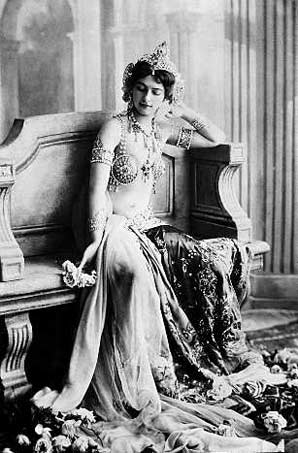
Mata Hari all'apice del successo, nel 1906

Di fronte al titolare dell'inchiesta, il capitano Pierre Bouchardon, Mata Hari adottò inizialmente la tattica di negare ogni cosa, dichiarandosi totalmente estranea a ogni vicenda di spionaggio. Fu assistita, nel primo interrogatorio, dall'avvocato Édouard Clunet, suo vecchio amante, che aveva mantenuto con lei un affettuoso rapporto e che poté essere presente, secondo regolamento, ancora solo nell'ultima deposizione. Poi, con il passare dei giorni, Mata Hari non riuscì a giustificare agli occhi della Corte le somme - considerate dall'accusa il prezzo del suo spionaggio - che il van der Capelen, suo amante, le inviava dai Paesi Bassi, né le somme ricevute a Madrid dal von Kalle, che tentò di giustificare come semplici regali. Dovette anche rivelare un particolare inedito, ossia l'offerta ricevuta in Spagna di lasciarsi ingaggiare come agente dello spionaggio russo in Austria. Riferì anche della proposta fattale dal capitano Ladoux di lavorare per la Francia, una proposta che cercò di sfruttare a suo vantaggio, come dimostrazione della propria lealtà nei confronti della Francia.
L'accusa non aveva, fino a questo momento, alcuna prova concreta contro Mata Hari, la quale poteva anzi vantare di essersi messa a disposizione dello spionaggio francese. Il fatto è che il controspionaggio non aveva ancora messo a disposizione del capitano Bouchardon le trascrizioni dei messaggi tedeschi intercettati che la indicavano come l'agente tedesco H21. Quando lo fece, due mesi dopo, Mata Hari dovette ammettere di essere stata ingaggiata dai tedeschi, di aver ricevuto inchiostro simpatico per comunicare le sue informazioni, ma di non averlo mai usato - avrebbe gettato tutto in mare - e di non avere trasmesso nulla ai tedeschi, malgrado i 20.000 franchi ricevuti dal console von Kramer che ella, sostenne, considerò solo un risarcimento per i disagi patiti durante la sua permanenza in Germania nei primi giorni di guerra. Quanto al messaggio di von Kalle a Berlino, che la rivelava come spia, Mata Hari lo considerò la vendetta di un uomo respinto.
I tanti ufficiali francesi dei quali fu amante, interrogati, la difesero, dichiarando di non averla mai considerata una spia. Al contrario, il capitano Georges Ladoux negò di averle mai proposto di lavorare per i servizi francesi, avendola sempre considerata una spia tedesca, mentre l'addetto militare a Madrid, l'anziano Denvignes, sostenne di essere stato corteggiato da lei allo scopo di carpirgli segreti militari; quanto alle informazioni sulle attività tedesche in Marocco, egli negò che fosse stata Mata Hari a fornirle. Entrambi gli ufficiali non seppero citare alcuna circostanza sostanziale contro Mata Hari, ma le loro testimonianze, nel processo, ebbero un peso determinante. L'inchiesta si chiuse con un colpo a effetto: l'ufficiale russo Masslov, del quale Mata Hari sarebbe stata innamorata, scrisse di aver sempre considerato la relazione con la donna soltanto un'avventura. La rivelazione non aveva nulla a che fare con la posizione giudiziaria di Mata Hari, ma certo acuì in lei la sensazione di trovarsi in un drammatico isolamento.
L'inchiesta venne chiusa il 21 giugno con il rinvio a giudizio della donna. Il processo, tenuto a porte chiuse, ebbe inizio il 24 luglio: a presiedere la Corte di sei giudici militari fu il tenente colonnello Albert Ernest Somprou; a sostenere l'accusa il tenente Mornet. Nulla di nuovo emerse nei due giorni di dibattimento: dopo l'appassionata perorazione del difensore Clunet, vecchio combattente e decorato, nel 1870, nella guerra franco-prussiana, i giudici si ritirarono per rispondere a 8 domande:
1. se nel dicembre 1915 Margaretha Zelle avesse cercato di ottenere informazioni riservate nella zona militare di Parigi a favore di una potenza nemica;
2. se si fosse procurata informazioni riservate al console tedesco nei Paesi Bassi von Kramer;
3. se nel maggio 1916 avesse avuto rapporti nei Paesi Bassi con il console von Kramer;
4. se nel giugno 1916 avesse cercato di ottenere informazioni nella zona militare di Parigi;
5. se avesse cercato di favorire le operazioni militari della Germania;
6. se nel dicembre 1916 avesse avuto contatti a Madrid con l'addetto militare tedesco von Kalle allo scopo di fornirgli informazioni riservate;
7. se avesse rivelato al von Kalle il nome di un agente segreto inglese e la scoperta, da parte francese, di un tipo di inchiostro simpatico tedesco;
8. se nel gennaio 1917 avesse avuto rapporti con il nemico nella zona militare di Parigi.

Dopo meno di un'ora venne emessa la sentenza secondo la quale l'imputata era colpevole di tutte le otto accuse mossele: «In nome del popolo francese, il Consiglio condanna all'unanimità la suddetta Zelle Marguerite Gertrude alla pena di morte [...] e la condanna inoltre al pagamento delle spese processuali». Quanto all'unanimità dei giudici, questa valeva per la sentenza, ma non per ogni capo d'imputazione, per alcuni dei quali il verdetto di colpevolezza non trovò l'unanimità. Alla lettura della sentenza, incredula per la pena, si limitò a ripetere "non è possibile, non è possibile...".

### La morte

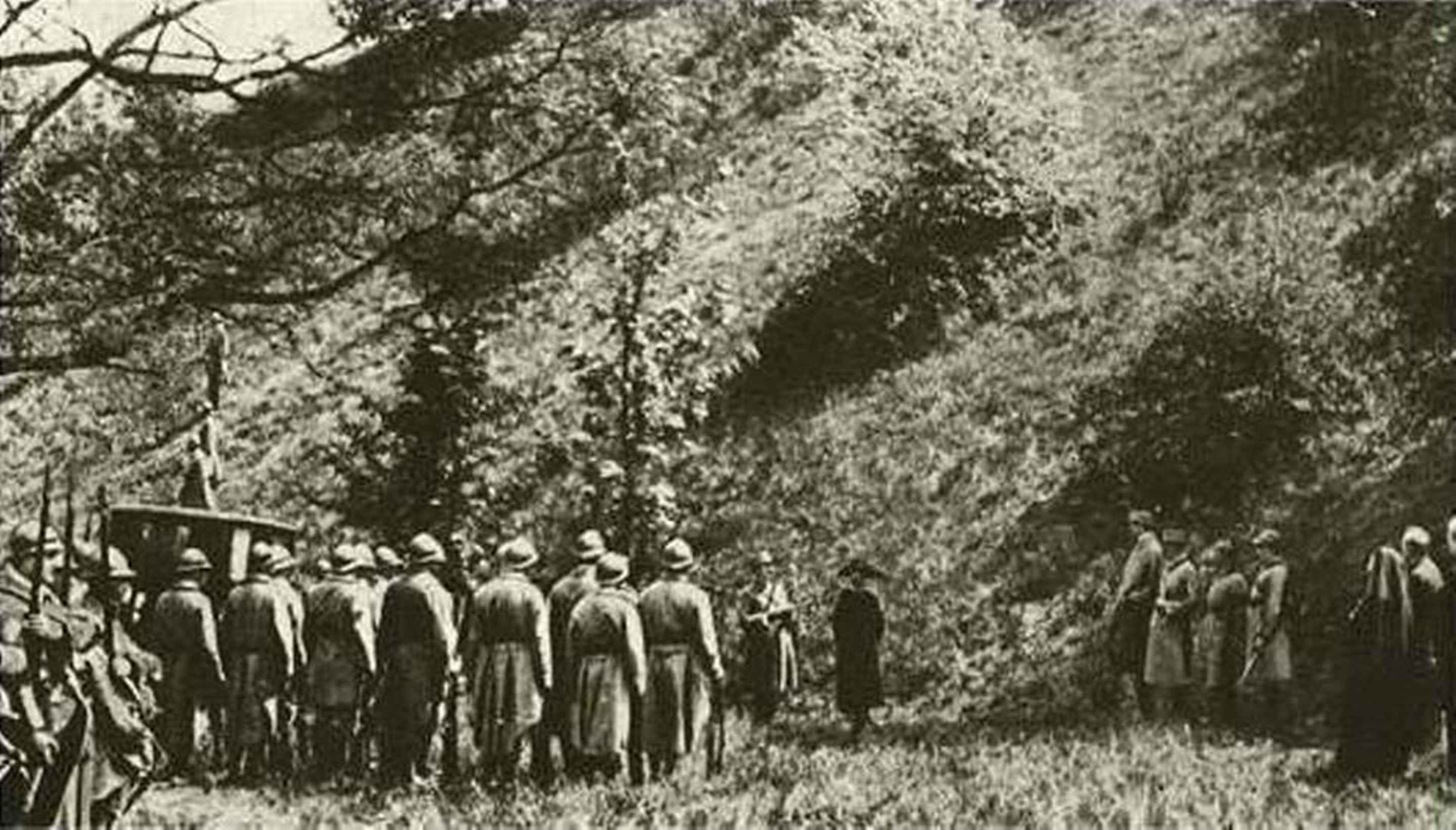
Immagine nota come la fucilazione di Mata Hari. Come evidenziato da un documentario di Piero Angela, prodotto dalla Rai negli anni '60, si tratta di un falso: la donna, infatti, indossava un abito grigio perla. Inoltre, ai fotografi non fu concesso di avvicinarsi al luogo dell'esecuzione, sicché un tale scatto non sarebbe stato tecnicamente fattibile

L'istanza di riesame del processo venne respinta dal Consiglio di revisione il 17 agosto e il 27 settembre anche la Corte d'Appello confermò la sentenza di condanna. L'ultima speranza era rappresentata dalla domanda di grazia che l'avvocato Clunet presentò personalmente al Presidente della Repubblica Poincaré.
Il 15 ottobre, un lunedì, Mata Hari, che dopo il processo occupava una cella in comune con due altre detenute, venne svegliata all'alba dal capitano Thibaud, il quale la informò che la domanda di grazia era stata respinta e la invitò a prepararsi per l'esecuzione. Si vestì con la consueta eleganza, assistita da due suore. Poi, su sua richiesta, il pastore Arboux la battezzò; indossato un cappello di paglia di Firenze con veletta, un mantello sulle spalle e infilati i guanti, fu accompagnata da suor Léonide e suor Marie, dal pastore, dall'avvocato Clunet, dai dottori Bizard, Socquet, Bralet, dal capitano Pierre Bouchardon e dai gendarmi nell'ufficio del direttore, dove scrisse tre lettere - che tuttavia la direzione del carcere non spedì mai - indirizzate alla figlia Jeanne Louise, al capitano Masslov e all'ambasciatore francese Cambon.
Poi tre furgoni portarono il corteo al castello di Vincennes dove, scortati da dragoni a cavallo, giunsero verso le sei e trenta di una fredda e nebbiosa mattina. Al braccio di suor Marie, si avviò con molta fermezza al luogo fissato per l'esecuzione, dove venne salutata, come è previsto, da un plotone che le presentò le armi. Ricambiato più volte il saluto con cortesi cenni del capo, fu blandamente legata al palo; rifiutata la benda, poté fissare di fronte a sé i dodici fanti, reduci dal fronte, ai quali era stato assegnato il compito di giustiziarla: uno di essi, secondo regola, aveva il fucile caricato a salve.
Degli undici colpi, solo quattro la colpirono: uno sulla coscia, uno sul ginocchio, uno sul lato sinistro. Il quarto trafisse il cuore, uccidendola all'istante; il maresciallo Pétey diede alla nuca un inutile colpo di grazia. Nessuno reclamò il corpo, il quale fu trasportato all'Istituto di medicina legale di Parigi, sezionato e in seguito sepolto in una fossa comune.

## La sorte degli altri protagonisti
I protagonisti della vita di Mata Hari, padre, figlia, amanti, diplomatici e agenti segreti, proseguirono così la loro vita:
- Rudolph (John) Mac Leod, l'ex marito di Mata Hari, si risposò nel 1907 con Elizabeth van der Maast, dalla quale ebbe una figlia, Norma, nel 1909. La coppia si separò, la figlia venne portata via dalla madre e Mac Leod, con il quale era rimasta la figlia avuta da Margaretha, ottenuto il divorzio da Elizabeth, nel 1917 si sposò per la terza volta con la governante di Non, la venticinquenne Gietje Meijer. Ebbe dalla terza moglie una figlia nel 1921 e morì settantatreenne nel 1928.
- Jeanne (Non) Mc Leod, figlia di Margaretha e di Rudolph (John) Mac Leod, alta e slanciata e di carnagione scura, molto somigliante alla madre anche nel carattere, rimasta a vivere con il padre, morì improvvisamente alla vigilia della partenza per l'Indonesia come insegnante (10 agosto 1919): aveva ventuno anni. Come causa fu data un'emorragia cerebrale o aneurisma, che potrebbe essere una conseguenza di una sifilide congenita.[22]
- Il capitano francese Georges Ladoux, del Deuxième Bureau, venne arrestato quattro giorni dopo l'esecuzione di Mata Hari con la medesima accusa: spionaggio a favore della Germania. Prosciolto in un primo momento, venne nuovamente incarcerato e ci vollero quasi due anni prima che fosse prosciolto definitivamente e reintegrato nel grado, andando poi in pensione con quello di maggiore.
- Il capitano francese Pierre Bouchardon, che condusse l'inchiesta per il processo, entrò nella magistratura civile e fece carriera come pubblico accusatore, morendo poi nel 1950. Fu lui a essere di nuovo in carica nel 1944 per tutti i grandi processi della "Libération" su richiesta speciale del generale Charles de Gaulle.
- Il maggiore tedesco Arnold von Kalle, addetto militare all'ambasciata tedesca di Madrid, rientrato in patria, rimase nell'esercito e si ritirò in pensione nel 1932.
- Il barone francese Henri de Marguérie continuò la sua attività diplomatica presso il Quai d'Orsay; entrato in politica, venne eletto senatore nel 1920 e morì ultranovantenne nel 1963.
- Il barone olandese Eduard Willem van der Capellen lasciò l'esercito dei Paesi Bassi nel 1923 dopo essere diventato generale di divisione.
- Il capitano russo Vadim Masslov sposò Olga Tardieu, figlia di un francese e di una russa; rientrato in Russia allo scoppio della rivoluzione, se ne persero le tracce.
- Il tenente di cavalleria francese Jean Halaure ricevette dal facoltoso padre una cospicua somma, si trasferì a New York, ove sposò una statunitense con la quale rientrò in Francia, precisamente in Bretagna, vivendoci il resto della vita con la moglie e morendovi nel 1960.
- Jules Martin Cambon, ambasciatore francese nei Paesi Bassi, fu delegato francese alle trattative di pace di Versailles nel 1919; morì novantenne a Vevey nel 1935.
- Il console tedesco all'Aja, Alfred von Kramer, rientrato in Germania alla fine della guerra, morì nel 1938.

## Filmografia

### Cinema
- Mata Hari (Die Spionin), regia di Ludwig Wolff (1920) interpretata da Asta Nielsen;
- Mata Hari (Mata Hari, die rote Tänzerin), regia di Friedrich Fehér (1927), interpretata da Magda Sonja;
- Mata Hari, regia di George Fitzmaurice (1931), interpretata da Greta Garbo;
- Mata-Hari, agente segreto H21 (Mata Hari, agent H21), regia di Jean-Louis Richard (1964), interpretata da Jeanne Moreau;
- Un corpo da spiare (Mata Hari), regia di Curtis Harrington (1985), interpretata da Sylvia Kristel;
- Mata Hari, regia di Rossana Patrizia Siclari (2016), interpretata da Elisabetta Gregoraci;
- The King's Man - Le origini (The King's Man), regia di Matthew Vaughn (2022), interpretata da Valerie Pachner.

### Televisione
- Dossier Mata Hari, sceneggiato Rai del 1967,regia di Mario Landi, interpretata da Cosetta Greco e Gabriele Ferzetti;
- Mata Hari, la vraie histoire, film per la televisione del 2003, regia di Alain Tasma, interpretata da Maruschka Detmers.

## Musica
- Mata Hari è la canzone che ha rappresentato l'Azerbaigian all'Eurovision Song Contest 2021 interpretata da Efendi.
- Mata Hari è un brano dei Tuxedomoon contenuto nell'album Divine e colonna sonora commissionata dal coreografo Maurice Béjart per il suo balletto dal titolo omonimo.

## Radio
- Mata Hari: La doppia vita di Greta Zelle, sceneggiato in trenta puntate trasmesso da Rai Radio Due nel 2003, scritto e diretto da Arturo Villone e interpretato da Veronica Pivetti.[23]

## Nella cultura di massa
- Lo scrittore anarchico individualista Bruno Filippi le dedicò un articolo intitolato In difesa di Mata Hari, pubblicato nei suoi scritti postumi.
- Le memorie di Howard W. Campbell Jr., trascritte dall'autore americano Kurt Vonnegut nel suo romanzo del 1961 Madre notte, sono dedicate dallo stesso Campbell a Mata Hari che, come dice in un passo del suo manoscritto, si prostituì per servire la causa dello spionaggio.
- Alla ricerca di Mata Hari, film documentario con testimonianze sulla vita della ballerina e agente segreto Olandese, a cura di Piero Angela, 1964.
- Nel 1965 uscì il fotoromanzo Mata Hari sulla rivista Grand Hotel, interpretata da Scilla Gabel.
- Mata Harrier, il cui nome è con evidenza ispirato a quello della celebre spia, è una comica e sconclusionata agente segreta dei fumetti Disney, creata nel 1966 da Dick Kinney.
- Nel 1992, compare nell'episodio Paris, October 1916 della serie Le avventure del giovane Indiana Jones, dove Indy si prende una pausa dai suoi doveri di corriere e si reca a Parigi in licenza con Remy. I due hanno in programma di cercare ragazze, ma Indy viene distratto quando deve fare visita a un amico di famiglia e trascorrere del tempo a una cena soffocante. Lì, però, incontra la bellissima tentatrice Mata Hari (Domiziana Giordano). L'attrazione è istantanea e Indy inizia con lei una torrida storia d'amore. Ma in tutto questo, Indy riceve una lezione illuminante sull'onestà e l'autoinganno, e scopre che la donna si sta vedendo anche con molti altri uomini, in particolare il ministro della Guerra francese. Oltre ad essere infedele, Mata Hari è sospettata di essere una spia.
- Nel romanzo L'uomo che uccise Getulio Vargas di Jo Soares (1998) uno dei personaggi storici che compaiono è Mata Hari.
- Una rivisitazione in chiave comica del personaggio è presente nel film del 2002 Asterix & Obelix - Missione Cleopatra, nel quale il nome del personaggio è storpiato in Mata Haribus.
- Il 21 novembre 2008 è stata pubblicata l'avventura grafica per Windows Mata Hari, ispirata alla vita da agente segreto di Margaretha Zelle.[24]
- Mata Hari è stata protagonista di uno speciale del programma televisivo Superquark, condotto da Piero Angela, andato in onda il 2 gennaio 2008 e il 31 gennaio 2009.
- Mata Hari compare come personaggio secondario (interpretato da Valerie Pachner) nel film del 2021 The King's Man - Le origini.
- Nella puntata 13 della sesta stagione di Streghe (serie televisiva 1998), Phoebe Halliwell viene "posseduta" dallo spirito di Mata Hari.